# 杉浦照

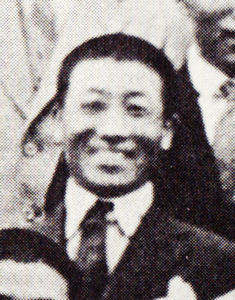
杉浦照

杉浦 照（すぎうら てらし、1894年12月22日 - 1971年7月15日）は、日本の競馬騎手、調教師。

## 経歴
1909年、阪神競馬倶楽部に所属するオーストラリア人騎手・W.H.コッフェーの弟子となり、1912年に騎手となる。のち横浜の日本レース・倶楽部に移り、1927年より騎手兼調教師となった。以後、大正時代を代表する名馬にも挙げられるバンザイなどで、当時の最高格競走・帝室御賞典で6勝を挙げるなど際立った成績を残す。日本レース・倶楽部では仲住与之助、二本柳省三と共に主流をなした。その騎乗フォームは、当時の長鐙の天神乗りとも、1950年代後半から普及するモンキー乗りとも異なる、中鐙で背中を丸めた独特のものだったという。調教師専業となってからは、太平洋戦争を経て中山競馬場に所属を移したのち、1964年に管理馬カネケヤキが桜花賞と優駿牝馬（オークス）の牝馬クラシック二冠を制した。1971年7月15日、心臓麻痺により76歳で死去。
自身はコッフェーの弟子であるが、騎手・調教師の系統譜では「杉浦照系」の祖として扱われている。主な弟子には騎手として帝室御賞典や中山大障害に優勝した中野吉太郎（中野隆良の父）、1964年に当時28歳という戦後最年少の調教師となり、カネヒムロなどを手掛けた成宮明光がいる。

## 成績

### 騎手成績
勝利数は不詳

#### 主な騎乗馬
※括弧内は杉浦騎乗時の優勝競走。

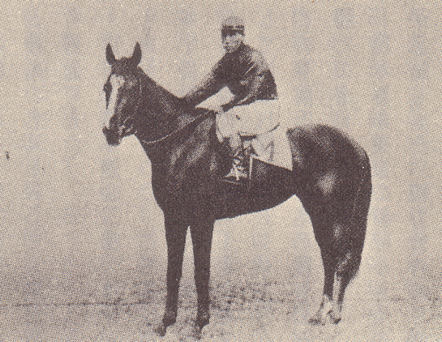
バンザイ

- ピューアゴウルド（1923年目黒優勝内国産馬連合・秋）
- バンザイ（1924年目黒帝室御賞典・春、目黒優勝内国産馬連合・秋）
- ラシカッター（1925年目黒帝室御賞典・春）
- カーネーション（1925年目黒帝室御賞典・秋）
- コウエイ（1926年目黒帝室御賞典・秋）
- ケンシュン（1931年横浜帝室御賞典・春）
- テキショウ（1931年目黒各内国産馬古馬連合・秋）
- ハッピーチャペル（1932年目黒帝室御賞典・春）
- サンタアニタ（1936年横浜牝馬特別・秋）
- ヘンウン（1940年横浜特別・秋）

### 調教師成績
- 2198戦245勝[3]（集計期間は不明）

#### 主な管理馬
※括弧内は杉浦管理下での優勝競走。太字は八大競走。
- オーシス（1935年農林省賞典障碍・秋）
- トーナメント（1936年農林省賞典障碍・秋）
- タカギク（1955年ダイヤモンドステークス、中山記念・秋）
- カネケヤキ（1964年桜花賞、優駿牝馬）
- トキツフジ（1970年東京障害特別・秋）

## 一門の主な系譜
杉浦照
｜中野吉太郎
｜｜中野隆良
｜｜｜南田美知雄
｜｜｜柴田善臣
｜成宮明光
｜｜蛯沢誠治
｜｜蛯名信広
｜｜栗田博憲
｜｜｜柴田大知
｜｜蛯名利弘
｜｜岩部純二
｜｜石神深一